# Shenhe
Shenhe léase Shen-Jó (en chino:沈河区, pinyin:Shěnhé qū, lit: río Shen) es un distrito urbano bajo la administración directa de la subprovincia de Shenyang. Se ubica en la provincia de Liaoning , noreste de la República Popular China . Su área es de 19 km² y su población total para 2010 fue +600 mil habitantes.

## Administración
El distrito de Shenhe se divide en 10 pueblos que se administran en subdistritos.